# Liste der Monuments historiques in Mandray
Die Liste der Monuments historiques in Mandray führt die Monuments historiques in der französischen Gemeinde Mandray auf.

## Liste der Objekte
| Bezeichnung                           | Beschreibung    | Standort                        | Kennzeichnung | Schutzstatus | Datum | Bild |
| ------------------------------------- | --------------- | ------------------------------- | ------------- | ------------ | ----- | ---- |
| Erinnerungstafel an eine Messstiftung | Sandstein, 1577 | in der Kirche St-Jacques (Lage) | PM88001555    | Inscrit      | 2010  |      |